# Yich Telga
 (mai 2023).
Si vous disposez d'ouvrages ou d'articles de référence ou si vous connaissez des sites web de qualité traitant du thème abordé ici, merci de compléter l'article en donnant les références utiles à sa vérifiabilité et en les liant à la section « Notes et références ».
Yich Telga est un ancien groupe armé indépendantiste présent en Martinique. Il revendiqua en 1992 30 incendies volontaires et plusieurs attentats à la bombe[réf. nécessaire].
"Yich Telga" signifie en français les "fils de Telga", en référence à Louis Telga, le héros de l'insurrection du sud de la Martinique en 1870. Il s'agissait d'une révolte paysanne contre le système colonial et post-esclavagiste.